# Alessio Taliani
Alessio Taliani (n. 11 de octubre de 1990) es un ciclista italiano. En 2015 consiguió su primera victoria como profesional en el Tour de Sibiu, en Rumanía.

## Palmarés
2015
- 1 etapa del Tour de Sibiu[2]